# Église Saint-Samson d'Angers
L'église Saint-Samson est une ancienne église située dans le jardin des plantes d'Angers. Elle est inscrite au titre des monuments historiques depuis 1972,.

## Histoire

### Fondation
L'église a été fondée en 1006[réf. nécessaire].

### Disparition
L'église Saint-Samson existe toujours. Elle est actuellement une remise dans le jardin des Plantes. Elle est également le plus ancien édifice de culte encore en élévation d'Angers[réf. nécessaire].

### Évolution du vocable
La dédicace à Samson a été le seul vocable de l'église.

### Évolution du statut durant la période d'activité
Cet édifice est l'église siège de la paroisse de Saint-Serge.